# جيمس بارون (عسكري)
جيمس بارون (بالإنجليزية: James Barron)‏ هو عسكري أمريكي، ولد في 15 سبتمبر 1768 في هامبتون في الولايات المتحدة، وتوفي في 21 أبريل 1851 في نورفولك في الولايات المتحدة.